# Ginástica de trampolim nos Jogos Olímpicos de Verão de 2016 - Masculino
A prova masculina da ginástica de trampolim nos Jogos Olímpicos de Verão de 2016 foi realizada em 13 de agosto na Arena Olímpica do Rio.

## Calendário
Horário local (UTC-3)
| Data         | Horário | Fase         |
| ------------ | ------- | ------------ |
| 13 de agosto | 14:03   | Qualificação |
| 13 de agosto | 15:42   | Final        |

## Medalhistas
| Ouro   | BLR Uladzislau Hancharou |
| Prata  | CHN Dong Dong            |
| Bronze | CHN Gao Lei              |

## Resultados

### Qualificação
Os ginastas que se classificaram entre os oito melhores se qualificam para a rodada final. No caso de haver mais de dois ginastas da mesma nacionalidade, o último classificado entre eles não se qualificaria para a rodada final. O próximo melhor ginasta se qualificar em vez disso. 
| Pos. | Ginasta                  | Rotina 1 | Rotina 2 | Pen. | Total   | Notes |
| ---- | ------------------------ | -------- | -------- | ---- | ------- | ----- |
| 1    | CHN Gao Lei              | 52.160   | 60.375   |      | 112.535 | Q     |
| 2    | BLR Uladzislau Hancharou | 50.630   | 60.460   |      | 111.090 | Q     |
| 3    | CHN Dong Dong            | 49.280   | 60.770   |      | 110.050 | Q     |
| 4    | RUS Dmitry Ushakov       | 49.340   | 59.840   |      | 109.180 | Q     |
| 5    | RUS Andrey Yudin         | 49.645   | 59.080   |      | 108.725 | Q     |
| 6    | JPN Masaki Ito           | 49.140   | 59.325   |      | 108.465 | Q     |
| 7    | JPN Ginga Munetomo       | 49.140   | 59.050   |      | 108.190 | Q     |
| 8    | NZL Dylan Schmidt        | 48.300   | 59.360   |      | 107.660 | Q     |
| 9    | GBR Nathan Bailey        | 47.795   | 59.000   |      | 106.795 | R     |
| 10   | FRA Sébastien Martiny    | 49.015   | 57.215   |      | 106.230 | R     |
| 11   | USA Logan Dooley         | 47.885   | 58.170   |      | 106.055 |       |
| 12   | KAZ Pirmammad Aliyev     | 48.375   | 57.515   |      | 105.890 |       |
| 13   | AUS Blake Gaudry         | 49.525   | 55.925   |      | 105.450 |       |
| 14   | CAN Jason Burnett        | 49.320   | 54.395   |      | 103.715 |       |
| 15   | BRA Rafael Andrade       | 47.035   | 29.110   |      | 76.145  |       |
| 16   | POR Diogo Abreu          | 49.615   | 6.240    |      | 55.855  |       |

## Final
| Pos.              | Ginasta                  | Nota D | Nota E | Voo    | Pen. | Total  |
| ----------------- | ------------------------ | ------ | ------ | ------ | ---- | ------ |
| Medalha de ouro   | BLR Uladzislau Hancharou | 17.300 | 26.400 | 18.045 |      | 61.745 |
| Medalha de prata  | CHN Dong Dong            | 17.800 | 25.200 | 17.535 |      | 60.535 |
| Medalha de bronze | CHN Gao Lei              | 18.400 | 23.700 | 18.075 |      | 60.175 |
| 4                 | JPN Ginga Munetomo       | 18.000 | 23.700 | 17.835 |      | 59.535 |
| 5                 | RUS Dmitrii Ushakov      | 16.700 | 25.500 | 17.325 |      | 59.525 |
| 6                 | JPN Masaki Ito           | 17.200 | 24.000 | 17.600 |      | 58.800 |
| 7                 | NZL Dylan Schmidt        | 17.100 | 22.500 | 17.540 |      | 57.140 |
| 8                 | RUS Andrey Yudin         | 2.200  | 2.700  | 1.915  |      | 6.815  |